# Curcuma cordata
Curcuma cordata  là loài thực vật thuộc họ Gừng. Loài này được Nathaniel Wallich mô tả khoa học lần đầu tiên năm 1829.

## Mô tả
Cây thân thảo sống lâu năm cao 60–120 cm. Thân rễ hình trứng, 3–5 × 2–4 cm, bên ngoài màu nâu, bên trong màu vàng nhạt, tạo ra 2–3 nhánh thân rễ nằm ngang ở phía đối diện, bên ngoài màu nâu, bên trong màu vàng nhạt; một số củ rễ, hình cầu gần tròn, 2–3 × 1–2 cm, bên trong màu trắng, phát triển cách một khoảng từ thân rễ. Chồi lá có 3–5 lá; thân giả bao gồm các lá bắc bao và bẹ lá; lá bắc bao 2–3, đỉnh hơi có mấu, khô và rữa nát trong quá trình sinh trưởng; bẹ lá mọc thành hai dãy, màu xanh lục với ánh nâu đỏ, có lông nhung; lưỡi bẹ hai thùy, trong suốt, màu xanh lục với ánh đỏ, thưa lông, đỉnh tù; Cuống lá thẳng và xòe ra, dài tới 25 cm (cuống của lá trong cùng dài nhất, cuống của lá ngoài cùng ngắn nhất), có rãnh, màu xanh lục hoặc màu xanh lục với ánh nâu đỏ ở đáy, có lông nhung; phiến lá hình trứng, 25–40 × 14–20 cm, đỉnh nhọn thon, đáy hình tim hoặc rộng đầu, mép lá dạng màng, phía gần trục màu xanh lục, phía xa trục màu xanh lục nhạt hơn, mềm và có lông nhung, gân màu xanh lục với lông mịn. Cụm hoa ở đầu cành, ở giữa giữa các bẹ lá, hiếm khi đạt tới đỉnh của thân giả, thẳng; cuống cụm hoa hình trụ giữa các bẹ lá, dài 20–32 cm, đường kính 7–8(-10) mm, màu xanh lục nhạt, có lông nhung; cụm hoa bông thóc dài 15–20(–25) cm, đường kính 5–6 cm ở đoạn giữa, có lông nhung; mào lông màu trắng đến xanh lục nhạt với đầu màu tím, hiếm khi toàn bộ màu tím, thẳng đứng, hơi dài hơn so với lá bắc hữu thụ, có lông nhung, chỉ hợp nhất ở đáy; lá bắc hữu thụ hình trứng, 2,5–4 × 2–3 cm, đỉnh thuôn tròn đến tù, lá bắc phía trên hơi có mấu, có lông nhung, màu xanh lục nhạt với màu xanh lục sẫm hơn ở phần xa, một chút màu tím luôn kéo dài nhiều hay ít xuống dưới trên các mép ngoài của lá bắc hữu thụ, hợp sinh ở 1/3 đến 1/2 phần dưới tạo thành một vòm; xim hoa bọ cạp xoắn ốc (cincinnus) với 2–3 hoa. Lá bắc con 1 trên mỗi hoa, hình tam giác rộng, 17–22 × 14–17 mm, có lông tơ, màu trắng trong mờ, đỉnh nhọn. Đài hoa hình ống, ngắn, dài 10–12 mm, đỉnh 3 răng, với vết rạch một bên dài tới 5 mm; Ống hoa thanh mảnh, hình trụ, dài 33–36 mm, bên trong có lông ở họng, bên ngoài màu ánh vàng; thùy tràng lưng hình tam giác hẹp-hình trứng 13–15 × 4–6 mm, lõm, màu vàng, đỉnh có mấu dài khoảng 1 mm; các thùy tràng bên hình tam giác hẹp-hình trứng, 12–15 × 4–6 mm, lõm, màu vàng, đỉnh tù.Nhị lép hình trứng ngược không đều, 9–11 × 5–6 mm, đỉnh thuôn tròn, có lông mịn ngắn ở mặt gần trục, màu vàng. Cánh môi hình trứng ngược rộng đến gần hình cầu với 3 thùy, 14–16 × 13–15 mm, đỉnh của thùy giữa có khía, vết rạch dài 4 mm, màu vàng với dải giữa màu vàng sẫm hơn. Chỉ nhị phẳng, dài 4–5 mm, rộng ~5 mm ở đáy; bao phấn 6 × 2,5–3 mm, nhẵn nhụi, màu ánh vàng, có cựa; cựa hình tam giác, phẳng, dài 2–2,5 mm, màu ánh vàng, đỉnh nhọn, hướng xuống dưới; mào bao phấn dài khoảng 1 mm, rộng 1–1,2 mm, đỉnh thuôn tròn. Tuyến trên bầu 2, dài 4–5 mm. Vòi nhụy mỏng, màu trắng, nhẵn nhụi, nằm trong rãnh ở mặt lưng của ống hoa; đầu nhụy dài khoảng 1 × 1 mm; lỗ noãn có lông rung. Bầu nhụy 3,8–4 × 2,5–3 mm, 3 ngăn, nhẵn nhụi. Không thấy quả và hạt. Ra hoa vào tháng 8 đến tháng 10; hoa nở vào buổi sáng và kéo dài trong một ngày. Chồi lá mọc vào cuối tháng 5 và bắt đầu ngủ đông vào tháng 11.

## Sử dụng
Được trồng làm cây cảnh.

## Phân bố
Curcuma cordata là loài bản địa Myanmar, miền bắc Thái Lan (tỉnh Mae Hong Son). Môi trường sống là trong rừng rụng lá và rừng tre, cao độ từ 220-1.100 m so với mực nước biển.

## Quan hệ vớiC. petiolata
Trong mô tả năm 1829 Nathaniel Wallich viết rằng mặc dù rất giống với C. petiolata nhưng nó là loài riêng biệt. Năm 1894, John Gilbert Baker coi nó là đồng nghĩa của C. petiolata.
Nghiên cứu của Leong-Škorničková J. et al. (2010, 2015) cho rằng chúng là 2 loài khác biệt, tương tự như nhận xét của Wallich.
Tuy nhiên, chỉ sau bài báo của Surapon Saensouk et al. (2021) thì các cơ sở dữ liệu trực tuyến về thực vật như Plants of the World Online, World Flora Online mới công nhận chúng là 2 loài khác biệt.

## Hình ảnh

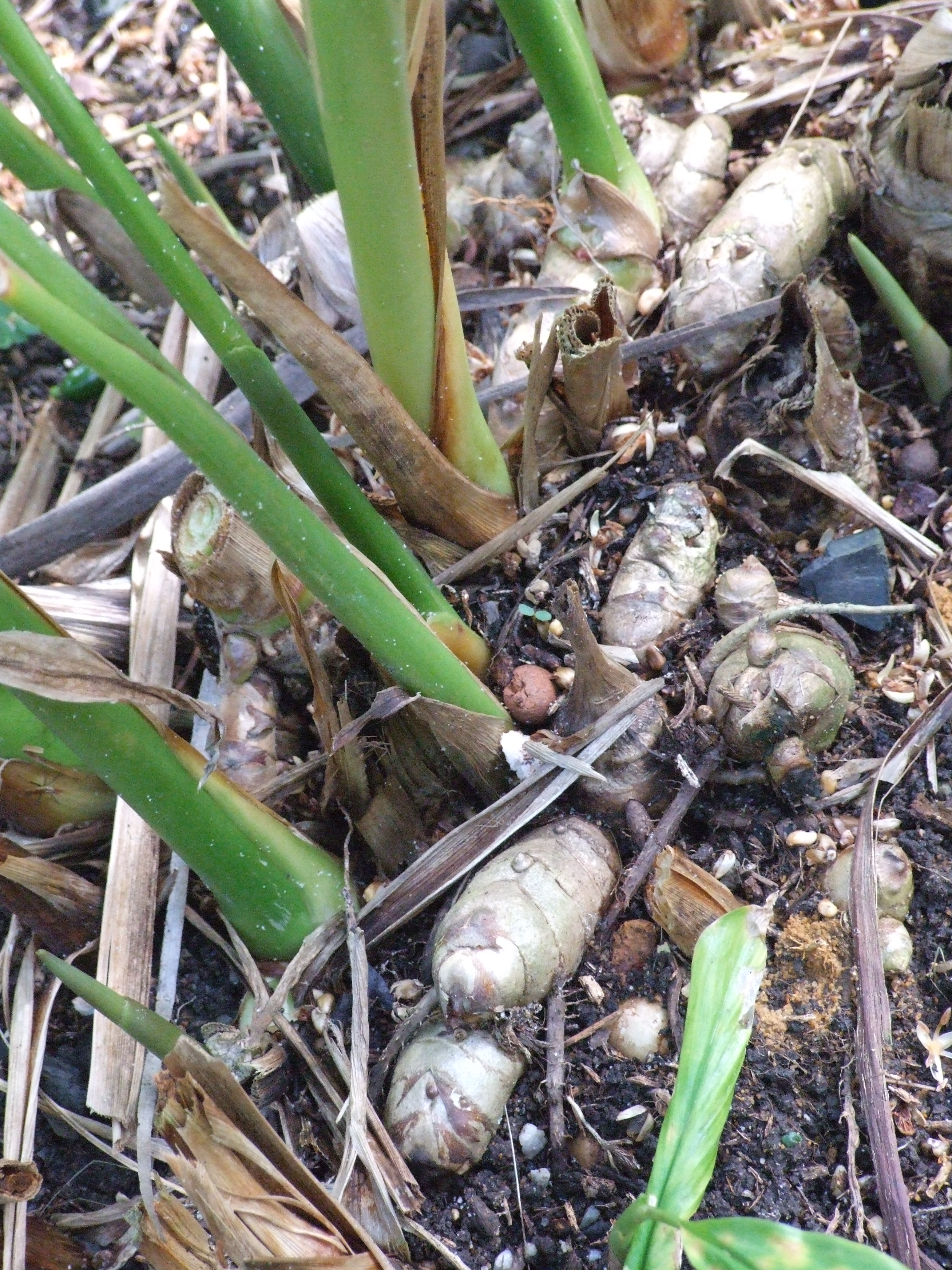
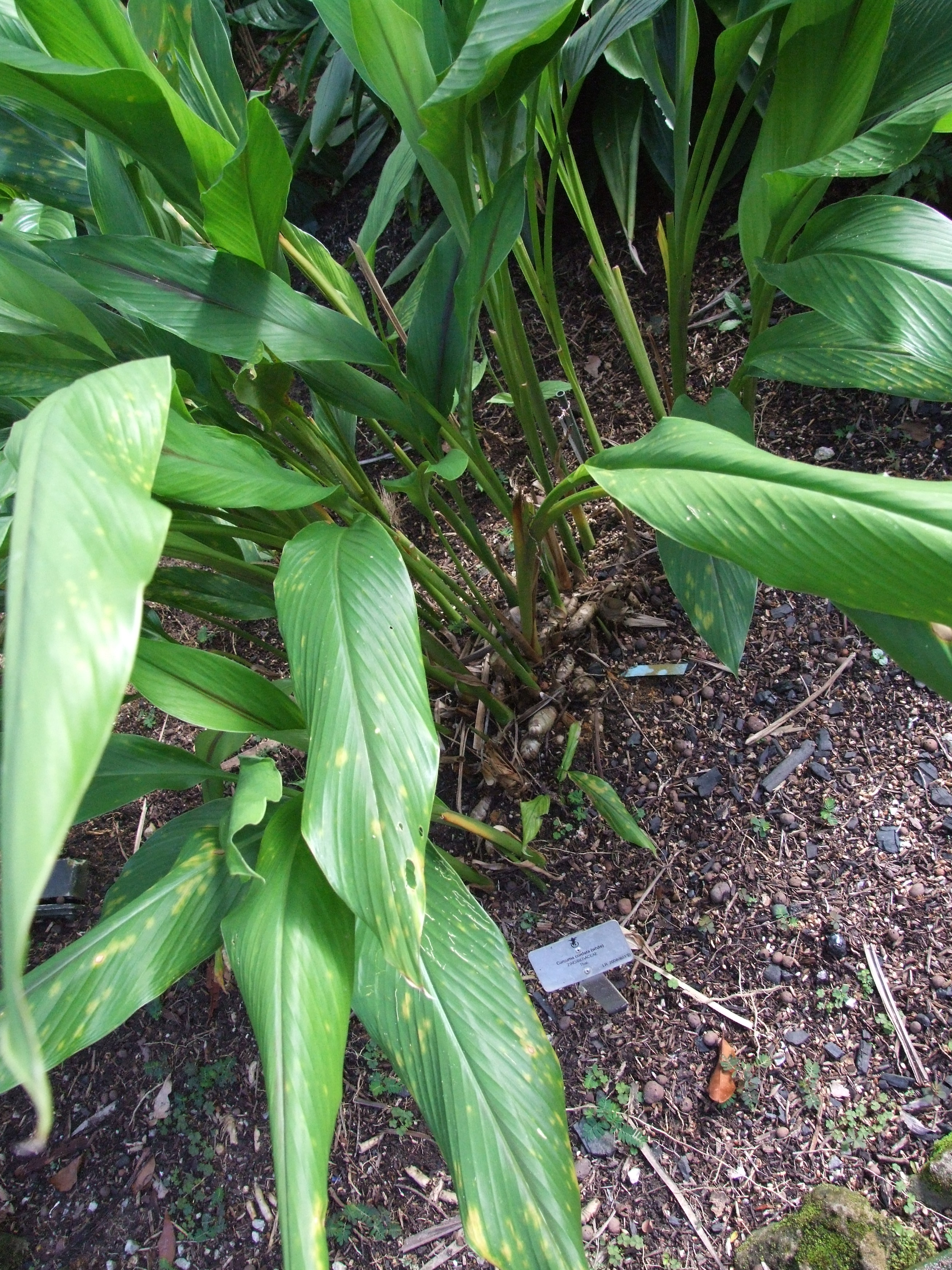
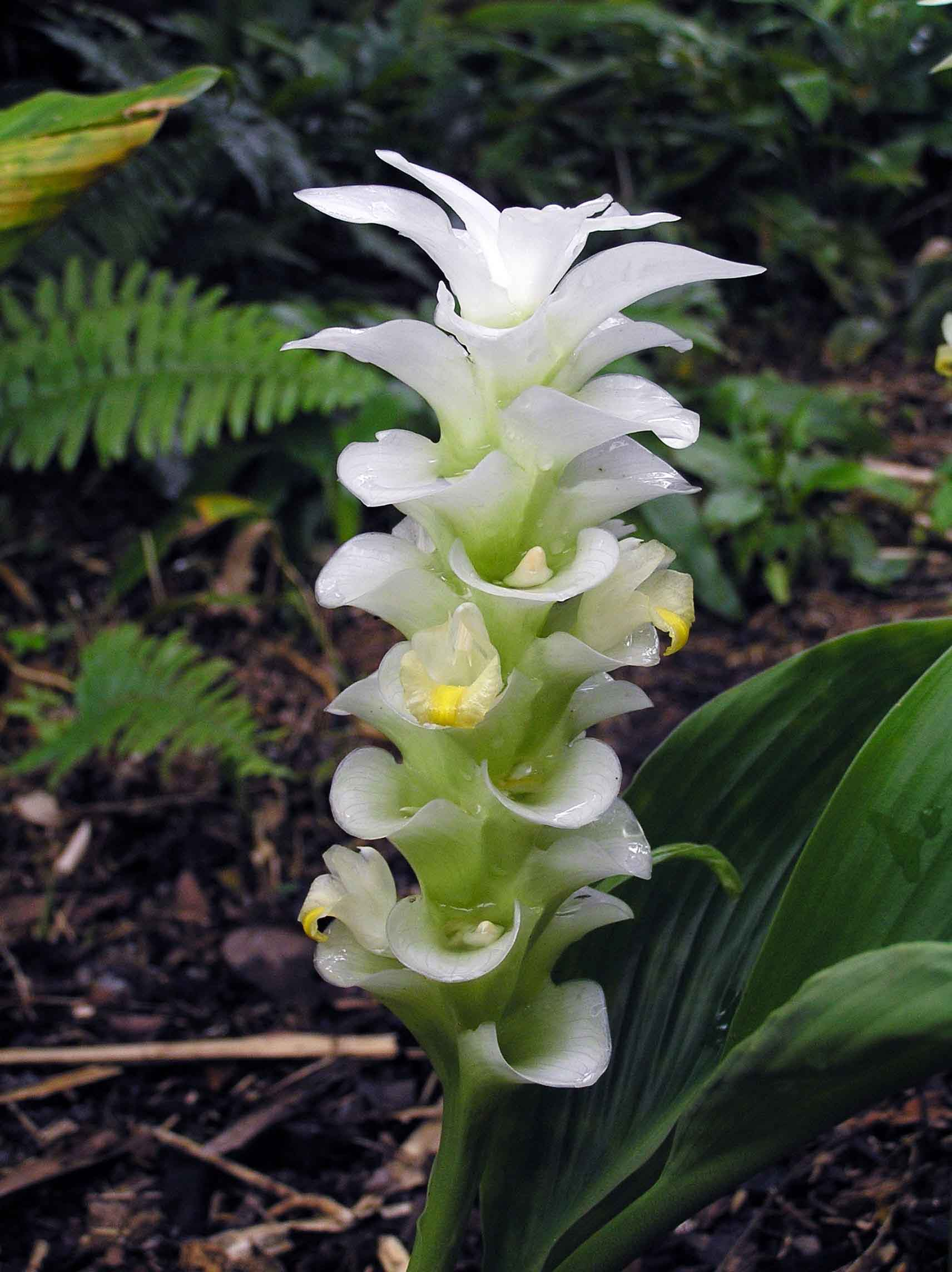